# Manta ehrenbergii
Espèce
Synonymes
- Cephaloptera stelligera Günther, 1870
- Ceratoptera ehrenbergii Müller & Henle, 1841

Statut CITES
Manta ehrenbergii est une espèce de raie non reconnue par FishBase (8 mai 2012) et Catalogue of Life (8 mai 2012) qui la considèrent comme un synonyme de Manta birostris.